# Whatcha Think About That
Whatcha Think About That – drugi singel The Pussycat Dolls z ich drugiego albumu studyjnego Doll Domination. W piosence gościnnie wystąpiła Missy Elliott. Mimo porażki w Stanach Zjednoczonych, singiel ma szansę na sukces w Europie, w której zostanie wydany w lutym 2009.

## Teledysk
Teledysk był kręcony od 9 września do 10 września 2008 roku w śródmieściu Los Angeles a jego reżyserią zajęła się Diane Martel.
Teledysk rozpoczyna Missy Elliott śpiewając swoją kwestię po czym pojawiają się ujęcia, w których: Kimberly Wyatt porusza swoją nogą, Jessica Sutta ciągnie gumą; Melody Thornton szczotkuje swoje włosy i Ashley Roberts pudruje klatkę piersiową. Gdy zaczyna się refren ukazują się wszystkie dziewczyny huśtające się na huśtawkach. Następnie pojawia się Nicole, która robi sobie make-up. Reszta wideo skupia na burlesce PCD. Dziewczyny są pokazane min. na obracającej się platformie. Potem znowu rapuje Missy Elliott, a w tym samym czasie Pussycat Dolls tańczą a są ubrane w stroje wojskowe. W punkcie kulminacyjnym, Dolls pojawiają się ubrane we współczesne burleskowe stroje, tańcząc na scenie. Wideo kończy się sceną, w której Missy śpiewa swoją kwestię a obok niej tańczą dziewczyny z zespołu.

## Listy przebojów
| Lista przebojów (2008)                        | Pozycja |
| --------------------------------------------- | ------- |
| Canadian Hot 100                              | 66      |
| Irish Singles Chart                           | 12      |
| UK Singles Chart                              | 9       |
| European Hot 100 Singles                      | 24      |
| U.S. Billboard Bubbling Under Hot 100 Singles | 8       |
| U.S. Billboard Pop 100                        | 70      |

## Listy utworów i wersje
US CD Promo
(Wydany: 2008)
1. „Whatcha Think About That” (featuring Missy Elliott) – 3:48
2. „Whatcha Think About That” (Instrumental) – 3:47
3. „Whatcha Think About That” (Urban Club Remix) (featuring Missy Elliott) – 3:51
4. „Whatcha Think About That” (Urban Club Remix) (Instrumental) – 3:50
5. „Whatcha Think About That” (Acappella) (featuring Missy Elliott) – 3:48

UK & US iTunes
(Wydany: 2008 w USA, 2009 w UK)
1. „Whatcha Think About That” (Urban Club Remix) – 3:48
2. „Whatcha Think About That” (Ron Fizzle Mix) – 3:33

UK CD Single
(1799050; 23 February, 2009)
1. „Whatcha Think About That” (featuring Missy Elliott) – 3:48
2. „Whatcha Think About That” (Stonebridge Club Mix) – 7:02

Remiksy
- Album Version – 3:48
- Urban Club Remix (Video Mix) – 3:53
- Urban Club Remix (Instrumental) – 3:50
- Hybrid Mix – 3:47
- Hybrid Mix (Instrumental) – 3:47
- Acapella – 3:48
- Ron Fizzle Mix (No Rap Edit) – 3:33
- Wideboys Club Mix – 6:30
- Wideboys Edit – 3:10
- Stonebridge Club Mix – 7:03
- Stonebridge Club Edit – 3:54
- Stonebridge Edit – 3:17
- Stonebridge Dub – 6:51